# Torsten Hiekmann
Torsten Hiekmann (Berlino, 17 marzo 1980) è un ex ciclista su strada tedesco, professionista dal 2001 al 2007.

## Palmarès
- 1997 (Juniores)

1ª tappa Vöslauer Jugend Tour (Lienz > Lienz)
Classifica generale Vöslauer Jugend Tour
Campionato del mondo, Prova a cronometro Juniores
- 1998 (Juniores)

Classifica generale Drei Etappen Rundfahrt Frankfurt
- 1999 (Under-23, una vittoria)

2ª tappa Triptyque des Monts et Châteaux (cronometro)
- 2000 (Under-23, quattro vittorie)

Rund um den Henninger-Turm Under-23
1ª tappa Linz-Passau-Budweis (Bad Leonfelden > Arschach)
3ª tappa Linz-Passau-Budweis (Linz > Budweis)
Classifica generale Linz-Passau-Budweis
- 2003 (Team Telekom, una vittoria)

Grand-Prix Triberg-Schwarzwald
- 2006 (Team Gerolsteiner, una vittoria)

5ª tappa Regio-Tour (Lahr/Schwarzwald > Vogtsburg im Kaiserstuhl)

### Altri successi
- 2000 (Under-23)

Classifica giovani Giro della Bassa Sassonia
Rund um Sebnitz

## Piazzamenti

### Grandi Giri
- Giro d'Italia

2002: 49º
2006: 85º
- Vuelta a España

2003: 75º
2004: ritirato (5ª tappa)
2006: 57º
2007: 80º

### Classiche monumento
- Liegi-Bastogne-Liegi

2002: 100º
2003: ritirato
2006: ritirato
- Giro di Lombardia

2006: ritirato

### Competizioni mondiali
- Campionati del mondo

San Sebastián 1997 - Cronometro Junior: vincitore
San Sebastián 1997 - In linea Junior: 62º
Valkenburg 1998 - Cronometro Junior: 2º
Valkenburg 1998 - In linea Junior: 13º
Verona 1999 - In linea Under-23: 37º
Plouay 2000 - In linea Under-23: 23º
Hamilton 2003 - In linea Elite: ritirato